# Andries Hubertus van de Mortel

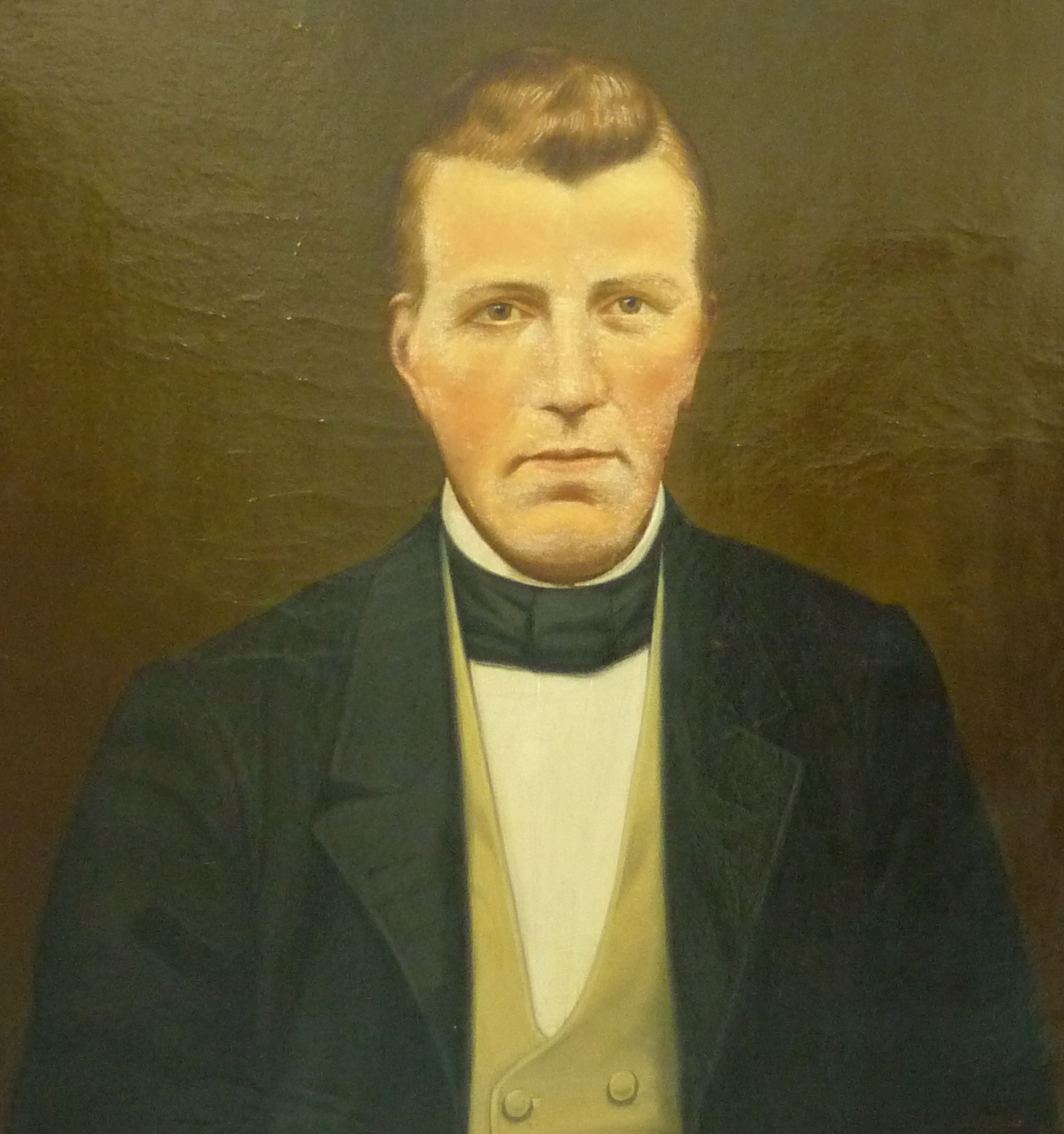
Portret van Andries Hubertus van de Mortel

Andries Hubertus van de Mortel (Deurne, 2 april 1835 - Deurne, 18 november 1863) was een Nederlands burgemeester.
Andries van de Mortel stamde uit een geslacht van lokale notabelen. Zijn vader Jan Willem van de Mortel was eerder al burgemeester in Deurne en ook zijn grootvader Jan Willem van de Mortel had die functie.
Andries bekleedde de functie maar kort; nog geen drie jaar na zijn benoeming overleed hij, slechts 28 jaar oud. Hij werd opgevolgd door zijn neef, Petrus Antonius van de Mortel. Ongetwijfeld had dat te maken met het feit dat Andries bij zijn overlijden geen broers meer had. Zijn broer Jan Willem was op achttienjarige leeftijd overleden en Frans werd slechts één jaar oud.